# Maurizio Merli
Maurizio Merli (Roma, 8 de febrero de 1940 - 10 de marzo de 1989) fue un actor italiano de culto.
Su primer rol protagónico fue en el film Zanna bianca alla riscossa (Colmillo Blanco Al Rescate, 1974), cuyas precuelas habían sido protagonizadas por el otro actor de culto Franco Nero. Merli luego se convirtió en un actor clave e ícono del género poliziotteschi (policiacos italianos) protagonizando una docena de películas. Maurizio murió en 1989 por un ataque al corazón después de un partido de tenis.